# P21
p21 / WAF1 conosciuto anche come inibitore delle chinasi ciclina-dipendenti 1 (CKI1) o CDK-interacting protein 1 è una proteina codificata nell'uomo dal gene CDKN1A situato sul cromosoma 6 (6p21.2).

## Funzione
p21 è un potente inibitore delle chinasi ciclina-dipendenti (CKI). La proteina p21 si lega e inibisce l'attività dei complessi ciclina-CDK2 e -CDK4, regola quindi la progressione del ciclo cellulare a livello del checkpoint tra le fasi G1 ed S. L'espressione di p21 è strettamente controllata dall'oncosoppressore p53 ed è tramite questa interazione che p53 può portare all'arresto del ciclo cellulare in G1, in risposta a stimoli stressori di varia natura. La scoperta di questo meccanismo nei primi anni 90 è stata molto importante per chiarire come le cellule smettessero di dividersi dopo l'esposizione ad agenti genotossici come le radiazioni ultraviolette. La funzione svolta da p21 è quindi fondamentale anche per prevenire la trasformazione di una cellula che ha subito un danno genetico in cellula tumorale. Tuttavia a differenza di p53, non si riscontrano frequenti mutazioni loss-of-function di p21 nei tumori e topi p21-knock-out, cioè senza p21, si sviluppano normalmente e non sono predisposti a sviluppare tumori. A volte comunque p21 può essere espresso senza l'induzione di p53 e questo è molto importante per il differenziamento indipendente da p53. Oltre ad arrestare la proliferazione, p21 ha un ruolo fondamentale anche nella senescenza cellulare ed è stato proprio scoperto anche a partire da cellule senescenti. Inoltre p21 interagisce con PCNA, un fattore accessorio della DNA polimerasi, operando un'attività regolatoria nella riparazione di danni al DNA e nella replicazione del DNA durante la fase S del ciclo cellulare. p21 viene specificamente degradata dalle caspasi di classe 3, portando ad un'elevata attivazione di CDK2 che potrebbe essere funzionale per l'esecuzione dell'apoptosi causata dalle caspasi. Ad ogni modo p21 non induce la morte cellulare, anzi si pensa che potrebbe addirittura inibirla.
Il gene CDKN1A ha due varianti di splicing che codificano la stessa proteina.

## Clinica
p21 rende le cellule ematopoietiche resistenti all'infezione del virus HIV dell'AIDS complessandosi con l'integrasi virale e impedendo quindi l'integrazione del provirus.

## Interazioni
p21 interagisce con le seguenti proteine:
- BCCIP[6]
- CIZ1,[7]
- CUL4A,[8]
- Cyclin E1,[9]
- Cyclin-dependent kinase 2,[6][9][10][11][12]
- DDB1,[8]
- DTL,[8]
- GADD45A,[13][14]
- GADD45G,[15][16]
- PCNA,[17][18][19][20][21][22][23][24]
- PIM1,[25]
- Thymidine kinase 1,[26]
- TSG101.[27]